# Garmsar
Garmsar (pers. گرمسار) – miasto w Iranie, w ostanie Semnan. W 2011 roku miasto liczyło 40 985 mieszkańców.